# Hymedesmia occulta
Hymedesmia occulta är en svampdjursart som beskrevs av Bowerbank in Norman 1869. Hymedesmia occulta ingår i släktet Hymedesmia och familjen Hymedesmiidae. Inga underarter finns listade i Catalogue of Life.